# Asino di Castel Morrone
L'asino di Castel Morrone è una razza asinina estinta o quasi estinta originaria della zona di Castel Morrone in provincia di Caserta. Grazie alla sua groppa larga e muscolosa, questo asino era utilizzato come mezzo di trasporto sulle colline sassose del territorio di Castel Morrone, oltre che come animale da soma.
Le ragioni del suo progressivo declino sono da attribuire alla meccanizzazione dell'agricoltura e all'abbandono delle zone rurali conseguenti allo sviluppo industriale del sud Italia.
Si caratterizza per le grandi orecchie, la testa grande, lunghi zoccoli e un mantello grigio-morello con focature bianche intorno agli occhi. 
Con l'obiettivo di salvaguardare e promuovere questa razza, che altrimenti potrebbe andare persa per sempre, sono in previsione programmi di onoterapia.